# Anabarilius songmingensis
Anabarilius songmingensis är en fiskart som beskrevs av Chen och Chu, 1980. Anabarilius songmingensis ingår i släktet Anabarilius och familjen karpfiskar. Inga underarter finns listade i Catalogue of Life.